# Serón
Serón là một đô thị thuộc tỉnh Almería, ở cộng đồng tự trị Andalusia, Tây Ban Nha. Đô thị này có diện tích 167 km², dân số năm 2005 là 2429 người.

## Biến động dân số
| 1999  | 2000  | 2001  | 2002  | 2003  | 2004  | 2005  |
| ----- | ----- | ----- | ----- | ----- | ----- | ----- |
| 2,673 | 2,555 | 2,495 | 2,488 | 2,414 | 2,427 | 2,429 |

Nguồn: INE (Tây Ban Nha)